# ديف آدامز
ديف آدامز (بالإنجليزية: Dave Adams)‏ هو كاتب أغاني بريطاني، ولد في 1938 في ساينت هيلير في جيرزي، وتوفي في 19 مارس 2016 في بوفالو في الولايات المتحدة.

## وصلات خارجية
- الموقع الرسمي
- ديف آدامز على موقع IMDb (الإنجليزية)
- ديف آدامز على موقع ميوزك برينز (الإنجليزية)
- ديف آدامز على موقع ديسكوغز (الإنجليزية)